# Kranslilja
Kranslilja (Lilium medeoloides) är en art i familjen liljeväxter. Förekommer i Ryssland, Kina, Japan och Korea. Växer i skogar och på ängar, ofta på kalksten eller serpentin.
Flerårig ört med lök, 30-100 cm. Lök klotformad, 2-2,5 cm i diameter, lökfjäll vita. Blad vanligen 7-20 kransställda, samt några strödda, kala, sällan med något strävhåriga bladkanter, brett lansettlika, 4-17 x 1,5-4 cm. Blommor ensamma eller 2-10 i flock eller klase, nickande, glänsande, doftlösa. Kalkblad tillbakarullade, aprikosornage till klarröda, med eller utan svarta prickar. 
Närstående krolliljan (L. martagon)
- Wikimedia Commons har media som rör Kranslilja.